# Missões diplomáticas da Finlândia

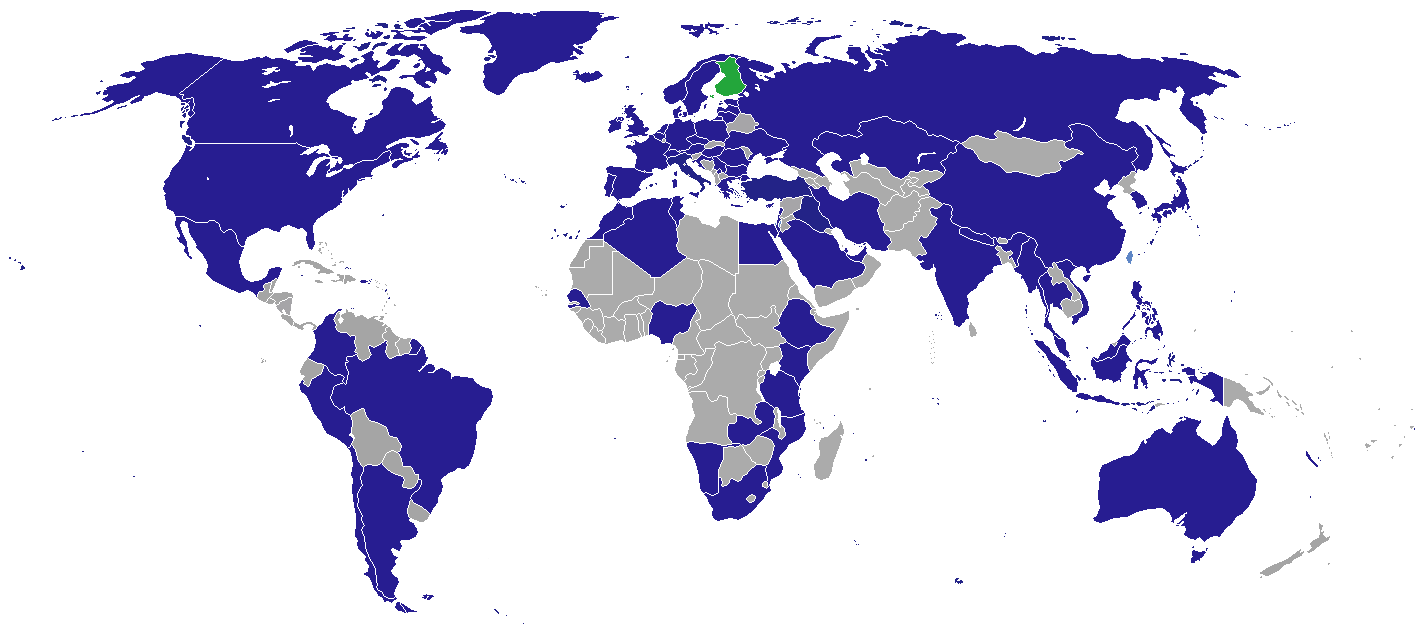
Missões diplomáticas da Finlândia.

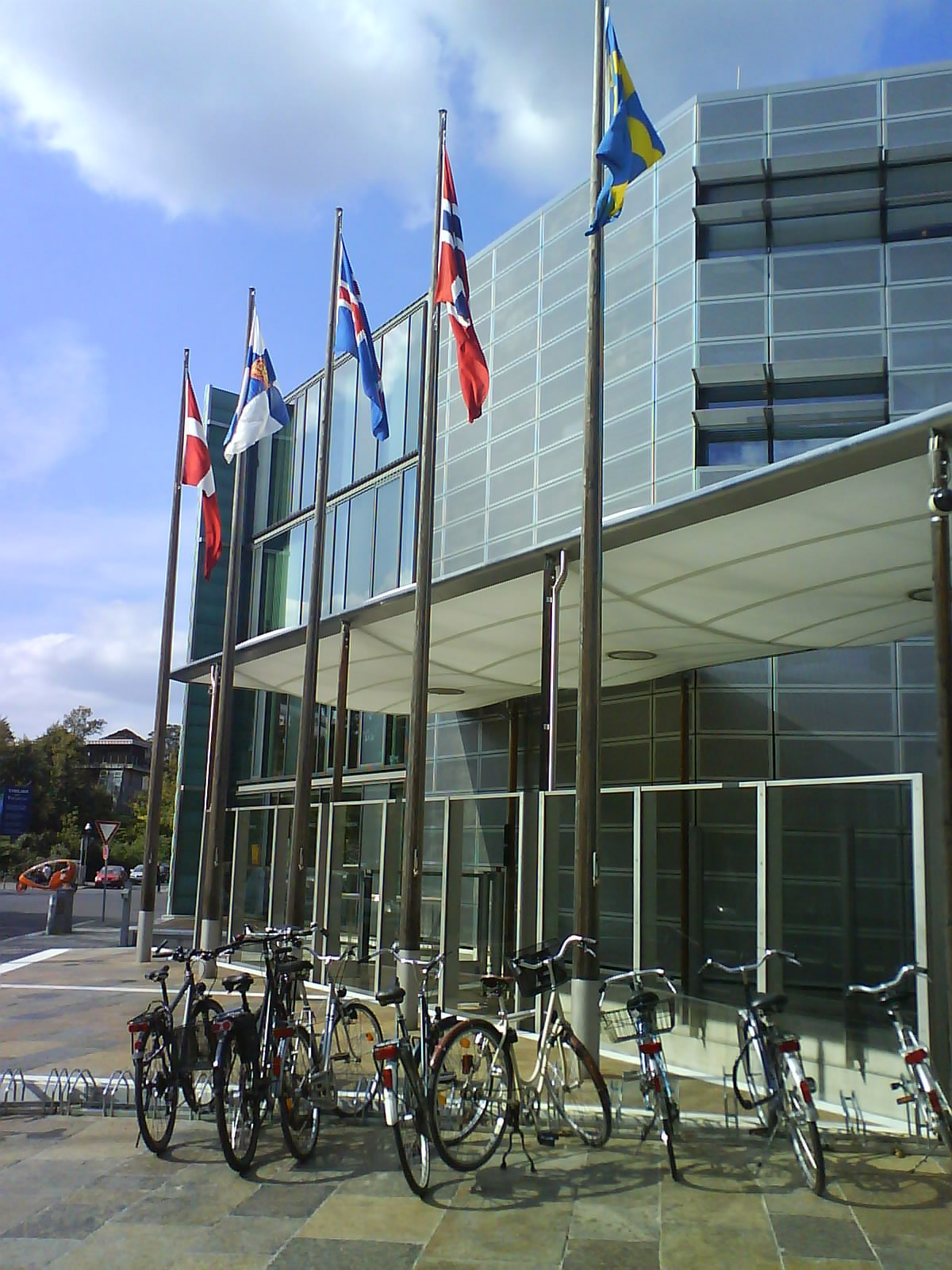
Embaixada em Berlim, Alemanha.

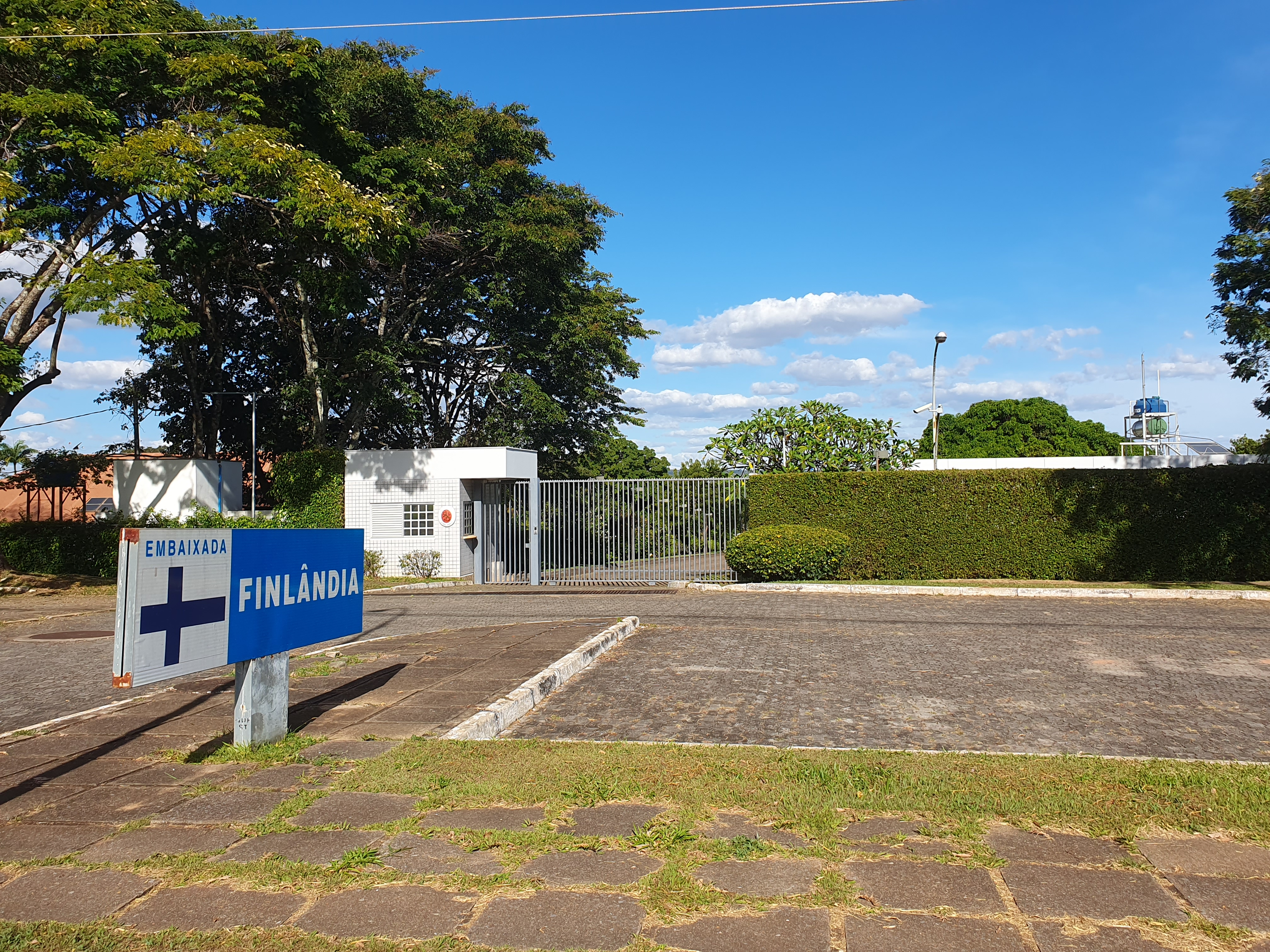
Embaixada em Brasília, Brasil,

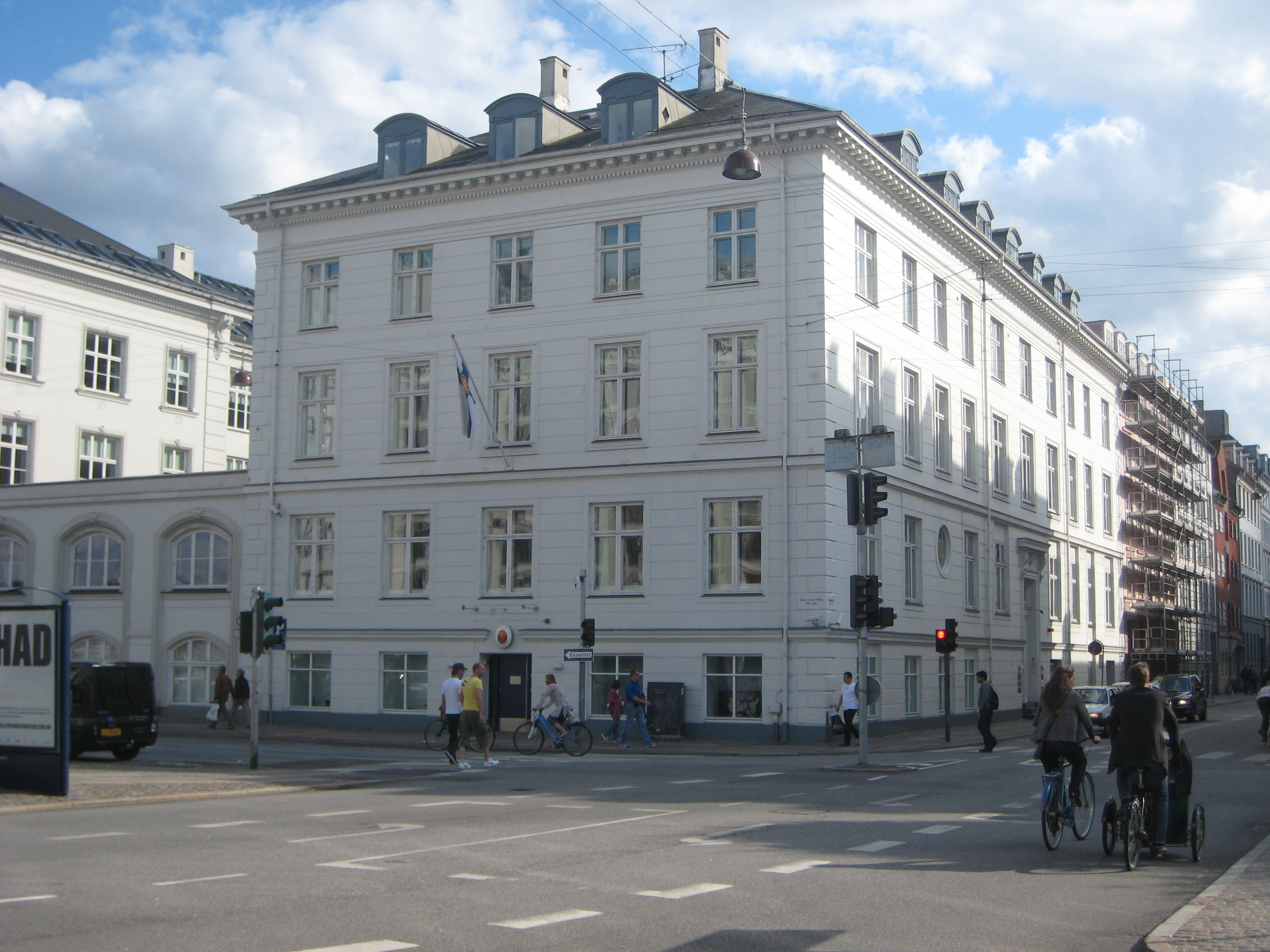
Embaixada em Copenhague, Dinamarca.

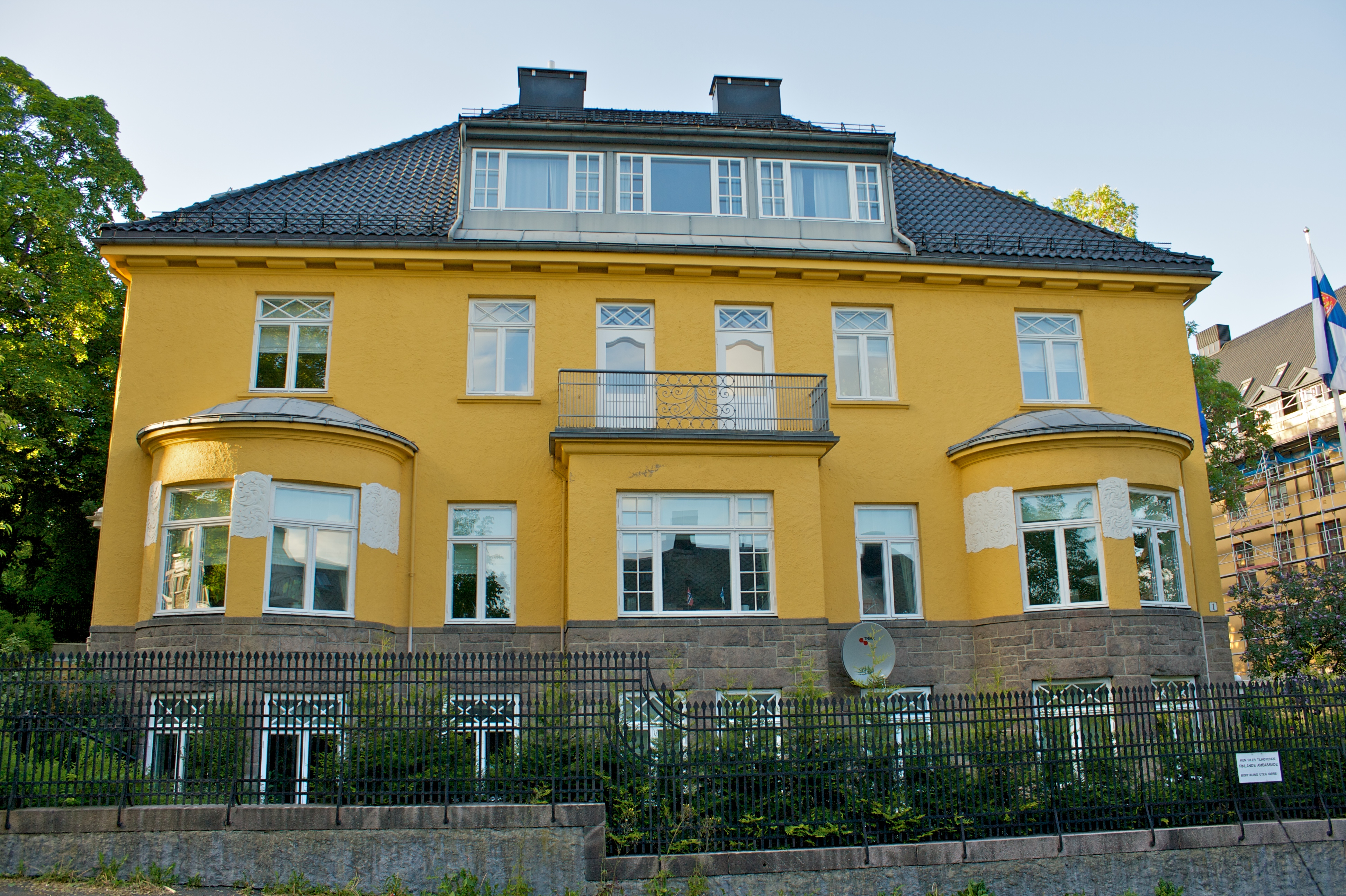
Embaixada em Oslo, Noruega.

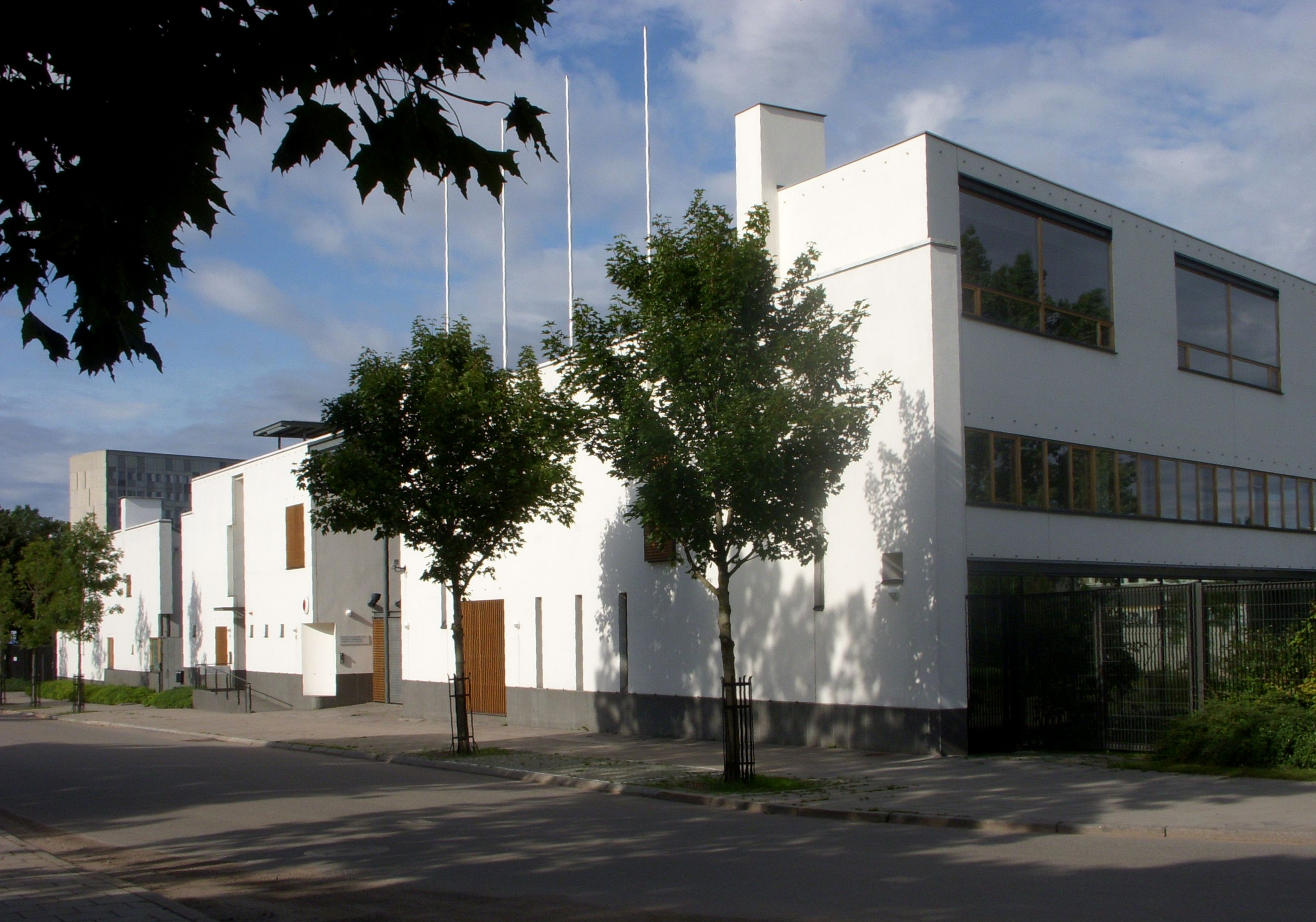
Embaixada em Estocolmo, Suécia.

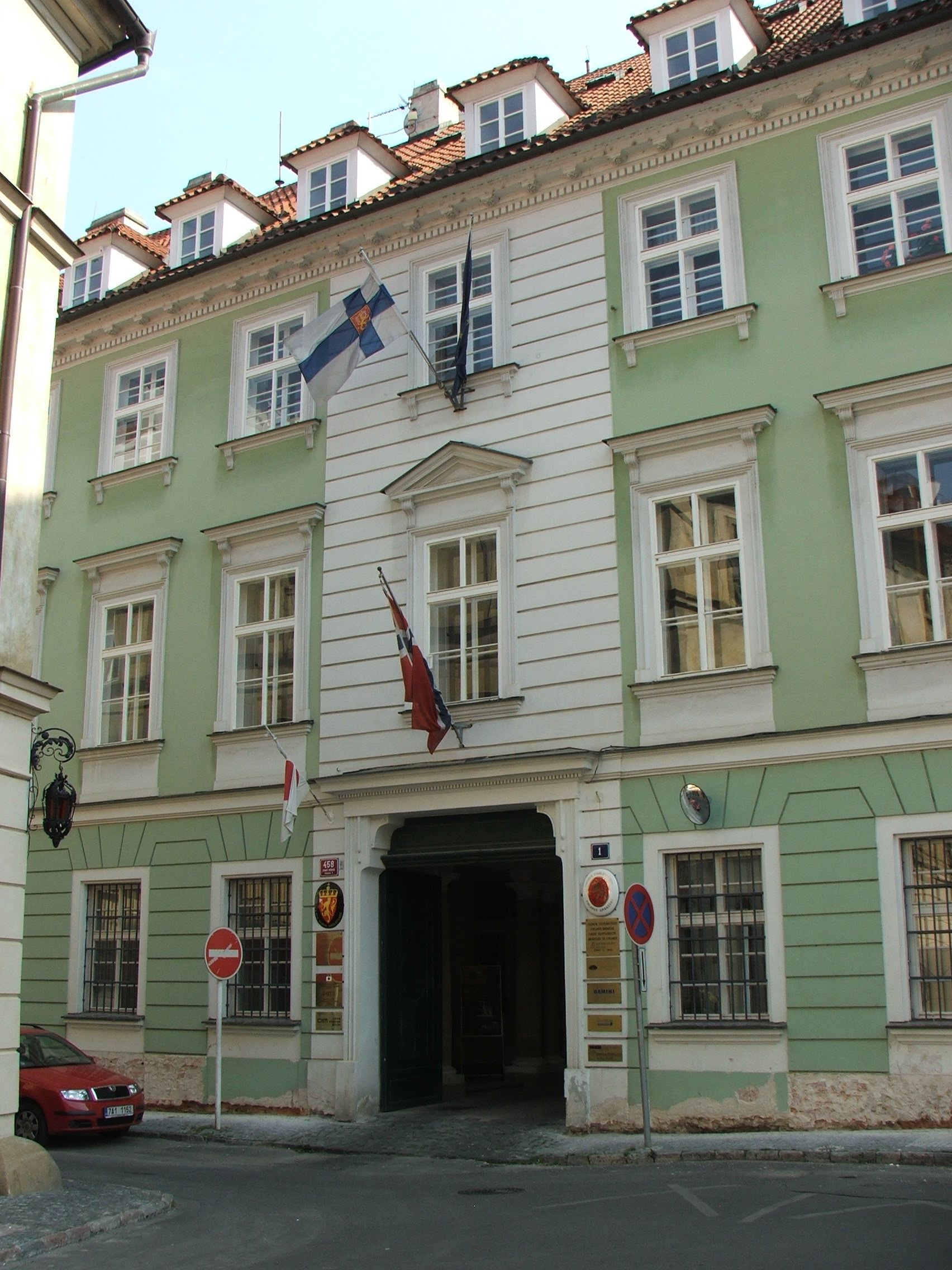
Embaixada em Praga, República Tcheca.

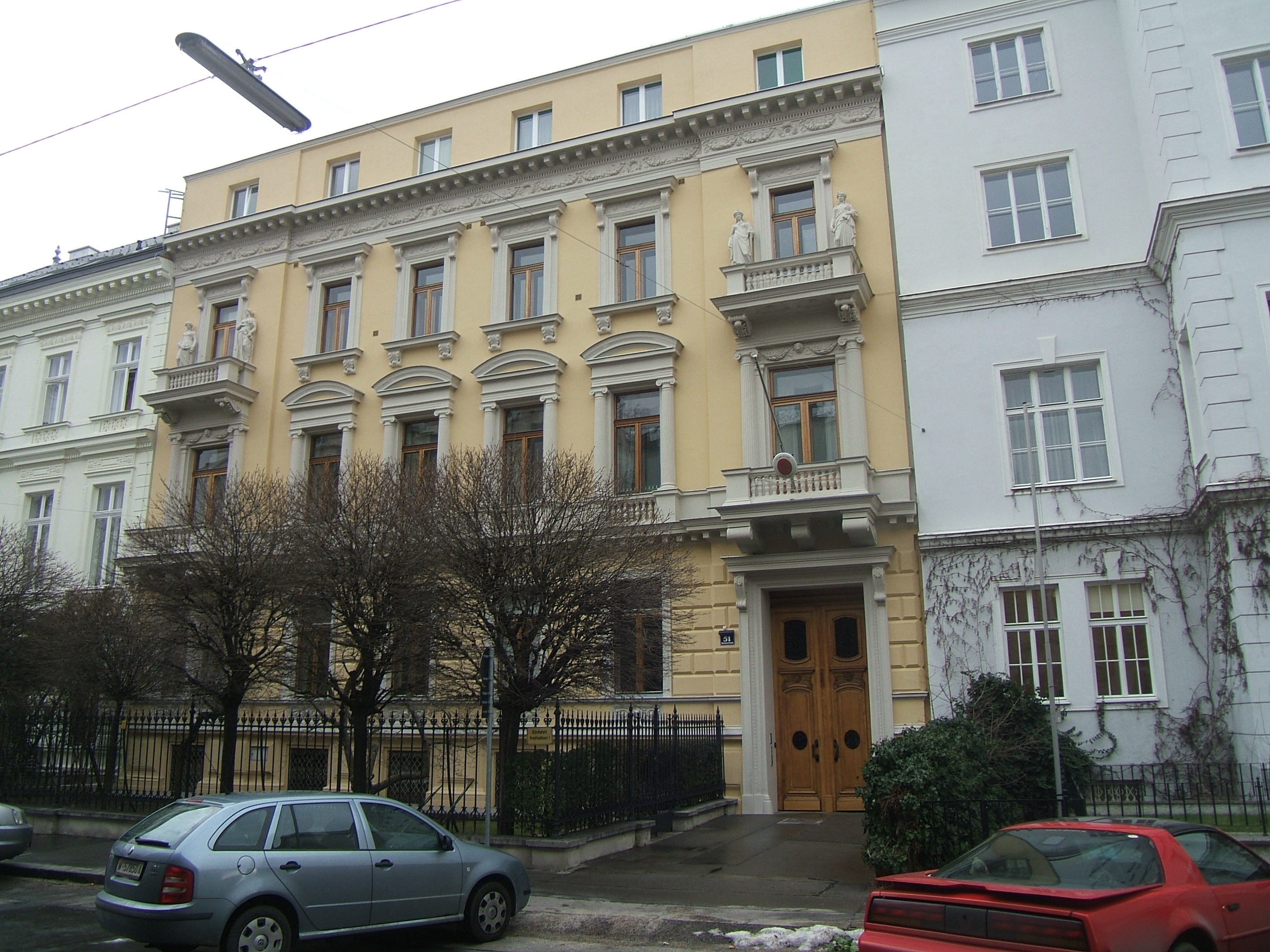
Embaixada em Viena, Áustria.

Abaixo se encontram as embaixadas e consulados da Finlândia:

## Europa
- Alemanha
  - Berlim (Embaixada)
  - Hamburgo (Consulado-Geral)
- Áustria
  - Viena (Embaixada)
- Bélgica
  - Bruxelas (Embaixada)
- Bulgária
  - Sófia (Embaixada)
- Chipre
  - Nicósia (Embaixada)
- Croácia
  - Zagreb (Embaixada)
- Dinamarca
  - Copenhague (Embaixada)
- Eslováquia
  - Bratislava (Embaixada)
- Eslovênia
  - Liubliana (Embaixada)
- Espanha
  - Madrid (Embaixada)
  - Las Palmas de Gran Canaria (Consulado)
- Estónia
  - Tallin (Embaixada)
- França
  - Paris (Embaixada)
- Grécia
  - Atenas (Embaixada)
- Hungria
  - Budapeste (Embaixada)
- Irlanda
  - Dublin (Embaixada)
- Islândia
  - Reykjavík (Embaixada)
- Itália
  - Roma (Embaixada)
- Kosovo
  - Pristina (Embaixada)
- Letônia
  - Riga (Embaixada)
- Lituânia
  - Vilna (Embaixada)
- Luxemburgo
  - Luxemburgo (Embaixada)
- Noruega
  - Oslo (Embaixada)
- Países Baixos
  - Haia (Embaixada)
- Polónia
  - Varsóvia (Embaixada)
- Portugal
  - Lisboa (Embaixada)
- Reino Unido
  - Londres (Embaixada)
- Chéquia
  - Praga (Embaixada)
- Roménia
  - Bucareste (Embaixada)
- Rússia
  - Moscou (Embaixada)
  - Murmansk (Consulado-Geral)
  - Petrozavodsk (Consulado-Geral)
  - San Petersburgo (Consulado-Geral)
- Sérvia
  - Belgrado (Embaixada)
- Suécia
  - Estocolmo (Embaixada)
  - Gotemburgo (Consulado)
- Suíça 
  - Berna (Embaixada)
- Ucrânia
  - Kiev (Embaixada)

## América
- Argentina
  - Buenos Aires (Embaixada)
- Brasil
  - Brasília (Embaixada)
  - São Paulo (Consulado)
- Canadá
  - Ottawa (Embaixada)
- Chile
  - Santiago (Embaixada)
- Estados Unidos
  - Washington DC (Embaixada)
  - Los Angeles (Consulado-Geral)
  - Nova Iorque (Consulado-Geral)
- México
  - Cidade do México (Embaixada)
- Nicarágua
  - Manágua (Embaixada)
- Peru
  - Lima (Embaixada)
- Venezuela
  - Caracas (Embaixada)

## Oriente Médio
- Arábia Saudita
  - Riad (Embaixada)
- Emirados Árabes Unidos
  - Abu Dhabi (Embaixada)
- Irão
  - Teerã (Embaixada)
- Iraque
  - Bagdá (Embaixada)
- Israel
  - Tel Aviv (Embaixada)
- Síria
  - Damasco (Embaixada)
- Turquia
  - Ancara (Embaixada)

## África
- África do Sul
  - Pretória (Embaixada)
  - Cidade do Cabo (Consulado-Geral)
- Argélia
  - Argel (Embaixada)
- Egito
  - Cairo (Embaixada)
- Etiópia
  - Adis-Abeba (Embaixada)
- Quênia
  - Nairobi (Embaixada)
- Marrocos
  - Rabat (Embaixada)
- Moçambique
  - Maputo (Embaixada)
- Namíbia
  - Windhoek (Embaixada)
- Nigéria
  - Abuja (Embaixada)
- Tanzânia
  - Dar es Salaam (Embaixada)
- Tunísia
  - Túnis (Embaixada)
- Zâmbia
  - Lusaka (Embaixada)

## Ásia
- Afeganistão
  - Cabul (Embaixada)
- China
  - Pequim (Embaixada)
  - Cantão (Consulado-Geral)
  - Hong Kong (Consulado-Geral)
  - Xangai (Consulado-Geral)
- Coreia do Sul
  - Seul (Embaixada)
- Índia
  - Nova Deli (Embaixada)
- Indonésia
  - Jacarta (Embaixada)
- Japão
  - Tóquio (Embaixada)
- Malásia
  - Kuala Lumpur (Embaixada)
- Nepal
  - Katmandu (Embaixada)
- Paquistão
  - Islamabad (Embaixada)
- Singapura
  - Singapura (Embaixada)
- Tailândia
  - Bangkok (Embaixada)
- Vietname
  - Hanói (Embaixada)

## Oceania
- Austrália
  - Camberra (Embaixada)
  - Sydney (Consulado)

## Organizações multilaterais
- Bruxelas (Missão permanente da Finlândia ante a União Europeia e OTAN)
- Estrasburgo (Missão permanente da Finlândia ante o Conselho da Europa)
- Genebra (Missão permanente da Finlândia ante as Nações Unidas e outras organizações internacionais)
- Nairóbi (Missão permanente da Finlândia ante as Nações Unidas e outras organizações internacionais)
- Nova Iorque (Missão permanente da Finlândia ante as Nações Unidas)
- Paris (Missão permanente da Finlândia ante a OCDE e Unesco)
- Roma (Missão permanente da Finlândia ante a Organização das Nações Unidas para a Alimentação e a Agricultura)
- Viena (Missão permanente da Finlândia ante as Nações Unidas)